# در دسترس بمان
«دردسترس بمان» (به انگلیسی: Stay in Touch) آلبومی از هنرمند اهل آلمان ساندرا کرتو است که در سال ۲۰۱۲ میلادی منتشر شد.